# Route 360 (Terre-Neuve-et-Labrador)
Pour les articles homonymes, voir Route 360.
La route 360 est une route provinciale secondaire de la province canadienne de Terre-Neuve-et-Labrador située dans le centre et dans le sud de l'île de Terre-Neuve. D'orientation nord-sud, elle relie principalement la route Transcanadienne à Harbour Breton et à la péninsule de Connaigre sur une distance de 210 kilomètres. Faiblement empruntée, le revêtement de la route est asphalté sur l'entièreté de son tracé.

## Tracé
La 360 débute à Bishop's Falls, tout juste à l'est de la rivière des Exploits, au croisement de la route Transcanadienne, la route 1. Elle emprunte une trajectoire vers le sud sur une distance de 128 kilomètres en traversant une région très isolée, passant près des lacs Miguels, Little Gull, Berry Hill Pond, Eastern Steady. Elle croise ensuite les routes 361 et 365, en empruntant toujours une trajectoire vers le sud sur 32 kilomètres, puis elle croise la route 362. Elle s'oriente ensuite vers le sud-ouest pour traverser la péninsule de Connaigre, puis elle rejoint la baie Fortune. Elle bifurque vers l'est en fin de parcours, pour rejoindre Harbour Breton, lieu où elle se termine.

## Communautés traversées
- Bishop's Falls
- Hardy's Cove
- Harbour Breton

## Parc Provincial
- Parc Provincial Jipujikuei Kuespem